# كلينت إيروين
كلينت إيروين (بالإنجليزية: Clint Irwin)‏ (1 أبريل 1989 بتشارلوت في الولايات المتحدة - ) هو لاعب كرة قدم أمريكي في مركز حراسة المرمى. لعب مع كولورادو رابيدز ونادي تورونتو وCharlotte Eagles ‏ وSalem City FC ‏ وCapital City F.C. ‏.

## روابط خارجية
- كلينت إيروين على موقع الدوري الأمريكي (الإنجليزية)
- كلينت إيروين على موقع قاعدة بيانات كرة القدم.إي يو (الإنجليزية)
- كلينت إيروين على موقع Soccerbase.com (لاعب) (الإنجليزية)
- كلينت إيروين على موقع Soccerway.com (الإنجليزية)
- كلينت إيروين على موقع AS.com (الإسبانية)